# Identification des victimes de catastrophes
Pour les articles homonymes, voir DVI.
L´identification des victimes de catastrophes, dite en anglais Disaster victims identification (DVI), est une mission généralement remplie par une unité des forces de police nationale.  Cette unité intervient lors de catastrophes dans le pays ou à l'étranger, mais aussi lors de l'identification de victimes en général, lorsque le contexte ne permet pas une identification immédiate ou fait l'objet d'une enquête. Elle est associée à la médecine légale.
En France, il s'agit de l´Unité nationale d'identification des victimes de catastrophes (UNIVC).  En Belgique et en Suisse, pays multilingues, on se sert de la terminologie anglaise utilisée par Interpol : DVI, Disaster Victims Identification.
La tâche consiste à récolter, puis confronter, des données post mortem et ante mortem. Afin d'uniformiser les procédures et de faciliter l'interaction des équipes lorsque différents pays sont impliqués, Interpol édite, depuis 1984, le Guide de l'identification des victimes de catastrophes et un logiciel spécialisé, PlassData qui permet d'encoder tous les paramètres ante- et post-mortem et de les comparer.
Plusieurs techniques sont mises en œuvre : photographie de traits particuliers (cicatrices, tatouages, malformations…), dactyloscopie, empreintes dentaires ou génétiques.

## Donnéespost mortem
Tous les indices récoltés sur la scène de la catastrophe sont soigneusement répertoriés et catalogués, numérotés, mis dans des sacs, rangés.  Il s'agit des corps (ou parties de corps), des vêtements et objets personnels.  Chaque objet est décrit ainsi que le lieu de la découverte.  Des spécialistes effectuent des mesures particulières comme la prise des empreintes digitales, des radiographies, des empreintes dentaires ainsi que des prélèvements d'ADN.

## Donnéesante mortem
Des données concernant les personnes supposées disparues sont récoltées.  Les personnes qui craignent l'implication d'un proche dans l'événement donnent des renseignements sur la personne : identité, coordonnées des médecins, dentistes, photos, signes particuliers…

## Confrontation des données
Le but est de s'assurer que toutes les victimes sont identifiées et que toutes les personnes disparues sont retrouvées, pour des raisons légales (certificat de décès) et affectives (deuil).  La technique des tableaux d'élimination permet de regrouper les cas à comparer en groupes plus petits grâce à des critères simples (trois tranches d'âge, le sexe et la couleur de peau).